# Tiphia unicolor
Tiphia unicolor är en stekelart som först beskrevs av Amédée Louis Michel Lepeletier 1845.  Tiphia unicolor ingår i släktet pansarsteklar, och familjen pansarsteklar. Enligt den svenska rödlistan är arten starkt hotad i Sverige. Arten förekommer i Götaland. Artens livsmiljö är jordbrukslandskap, stadsmiljö.